# Jamelão

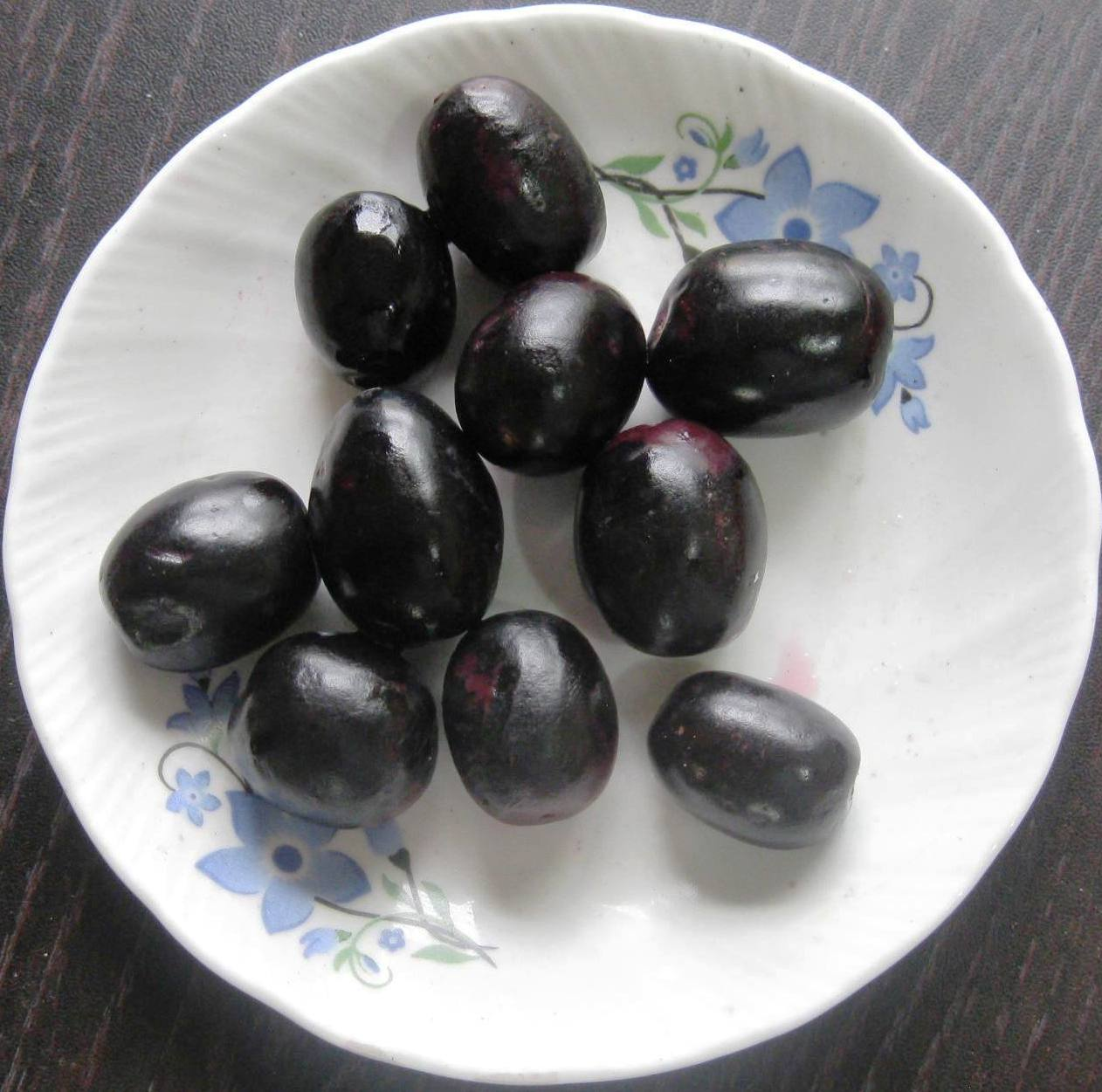
Jambolão frutas

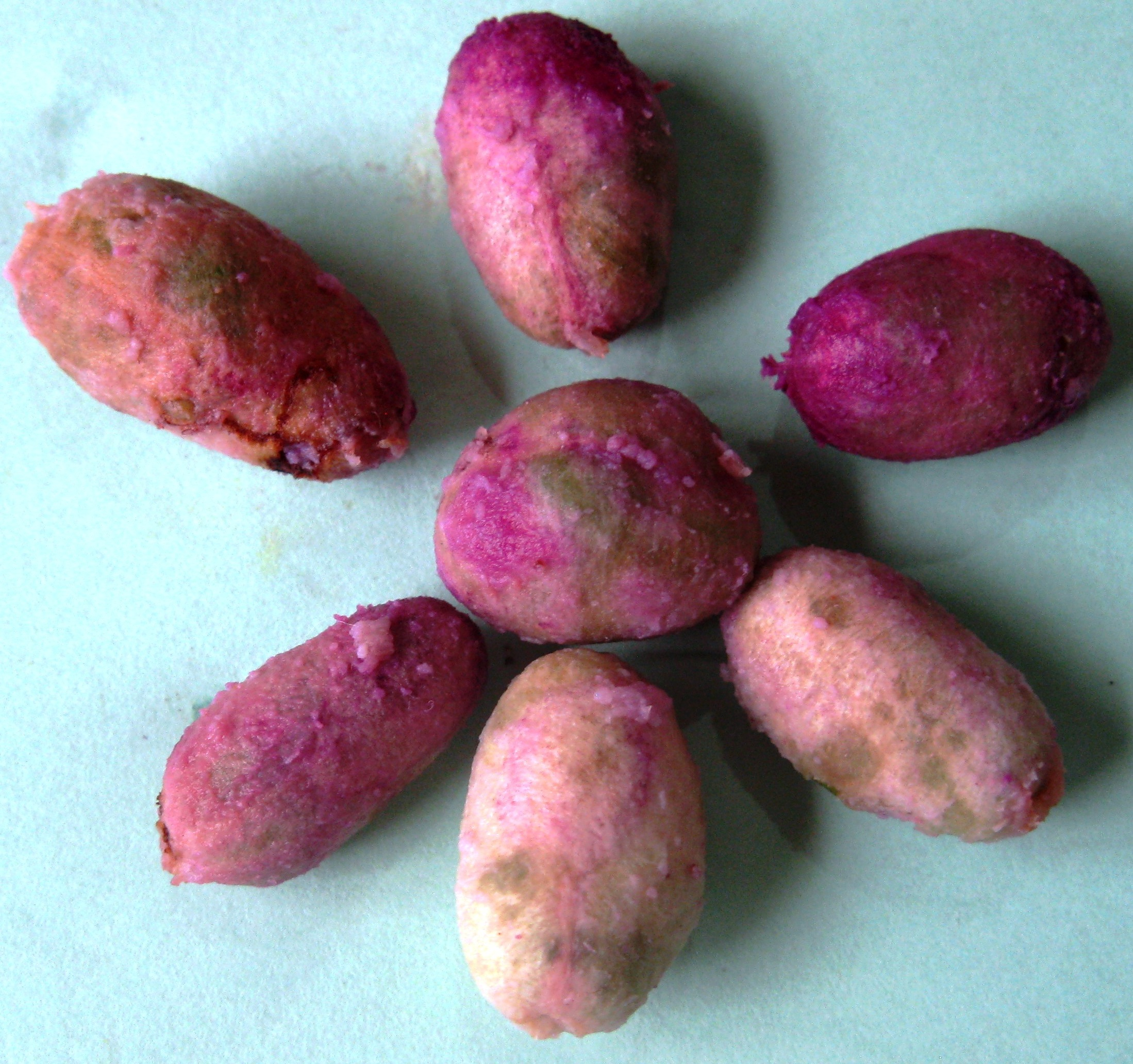
Jambolão sementes

O jamelão, jambolão, jamborão, baguaçu, jalão, joão-bolão, topin, manjelão, ameixa roxa, baga-de-freira, oliveira, brinco-de-viúva, azeitona roxa ou guapê (Syzygium cumini, ex-Eugenia jambolana Lam. ou Syzygium jambolanum DC.) é o fruto da planta de mesmo nome da família Myrtaceae. A espécie é nativa da Índia.
São árvores que podem chegar até dez metros de altura. Possuem frutos pequenos e arroxeados quando maduros. A coloração dos frutos provoca manchas nas mãos, tecidos, calçados e pinturas de veículos, tornando a planta pouco indicada para o preenchimento de espaços públicos.
O fruto possui uma semente única e grande, quando comparada com o tamanho do fruto, envolta por uma polpa carnosa. Apesar de sabor um pouco adstringente, é agradável ao paladar. Na Índia, além de ser consumido in natura, é usado na confecção de doces e tortas.
Na Região Nordeste do Brasil, é conhecida como "azeitona-preta” ou “azeitona-roxa”, oliveira, e jamelão dependendo do estado. Nessa região, a planta adaptou-se tão bem que se tornou espécie subespontânea, sendo chamada de "brinco-de-viúva". Também é comum no litoral paranaense, onde recebe o nome de "guapê".
Apesar de as árvores desta espécie serem abundantemente usadas em arborização urbana, os jamelões são pouco comercializados, em decorrência de sua alta perecibilidade. Os jamelões costumam deixar as calçadas manchadas de roxo devido à queda dos frutos maduros.

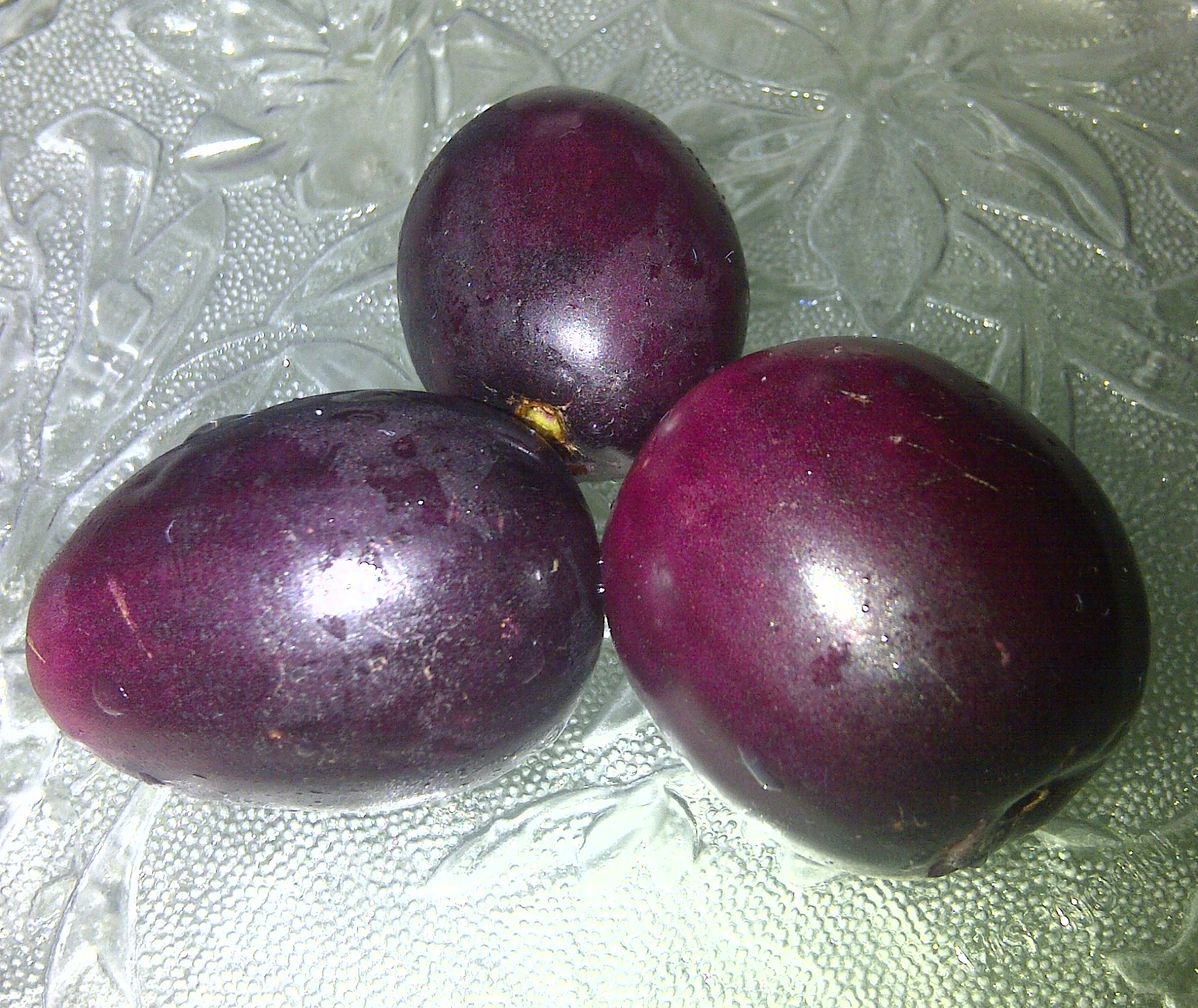
Jamelão Kohat Paquistão

## Etimologia
"Jamelão", "jambo", "jambolão", "jamborão" e "jalão" derivam do termo concani jambulam.

## Características
Trata-se de uma árvore que pode superar os 10 metros de altura. Sua copa é densa, de folhagem abundante. Seus ramos possuem coloração acinzentada-claro com fissuras escuras e cicatrizes foliares aparentes. Apresenta folhas simples, opostas e elípticas. Inflorescência com numerosas flores pequenas hermafroditas de cor creme. O fruto é de arroxeado-escuro, variando entre o roxo e o negro, de forma ovóide. Possui uma única semente e mede de 2 a 3cm de comprimento.

## Significados religiosos
Segundo a tradição hindu, o deus Rama alimentou-se somente desta fruta na floresta por 14 anos durante o seu exílio de Ayodhya. Devido a isto, muitos hindus denominam o jamelão como o "fruto dos deuses", especialmente em Gujarat, na Índia, onde é conhecido localmente como jamboon.
Krishna e outros protagonistas da mitologia hindu foram descritos como tendo a pele da cor do jamelão.

## Sinonímia
- Calyptranthes caryophyllifolia (Lam.) Willd.
- Calyptranthes oneillii Lundell
- Eugenia cumini (L.) Druce
- Eugenia caryophyllifolia Lam.
- Eugenia cumini (L.) Druce
- Eugenia jambolana Lam.
- Myrtus cumini L.
- Syzygium jambolana (Lam.) DC.
- Syzygium jambolanum DC.
- Syzygium caryophyllifolium (Lam.) DC.
- Syzygium jambolanum (Lam.) DC.

## Usos
A casca do jamelão, na forma de pó de decocção, é, popularmente, usado contra:
- hemorragias
- leucorreia
- disenteria

O pó das sementes é usado no tratamento da diabete. E pode ser usado para combater prisão de ventre.

## Fotos

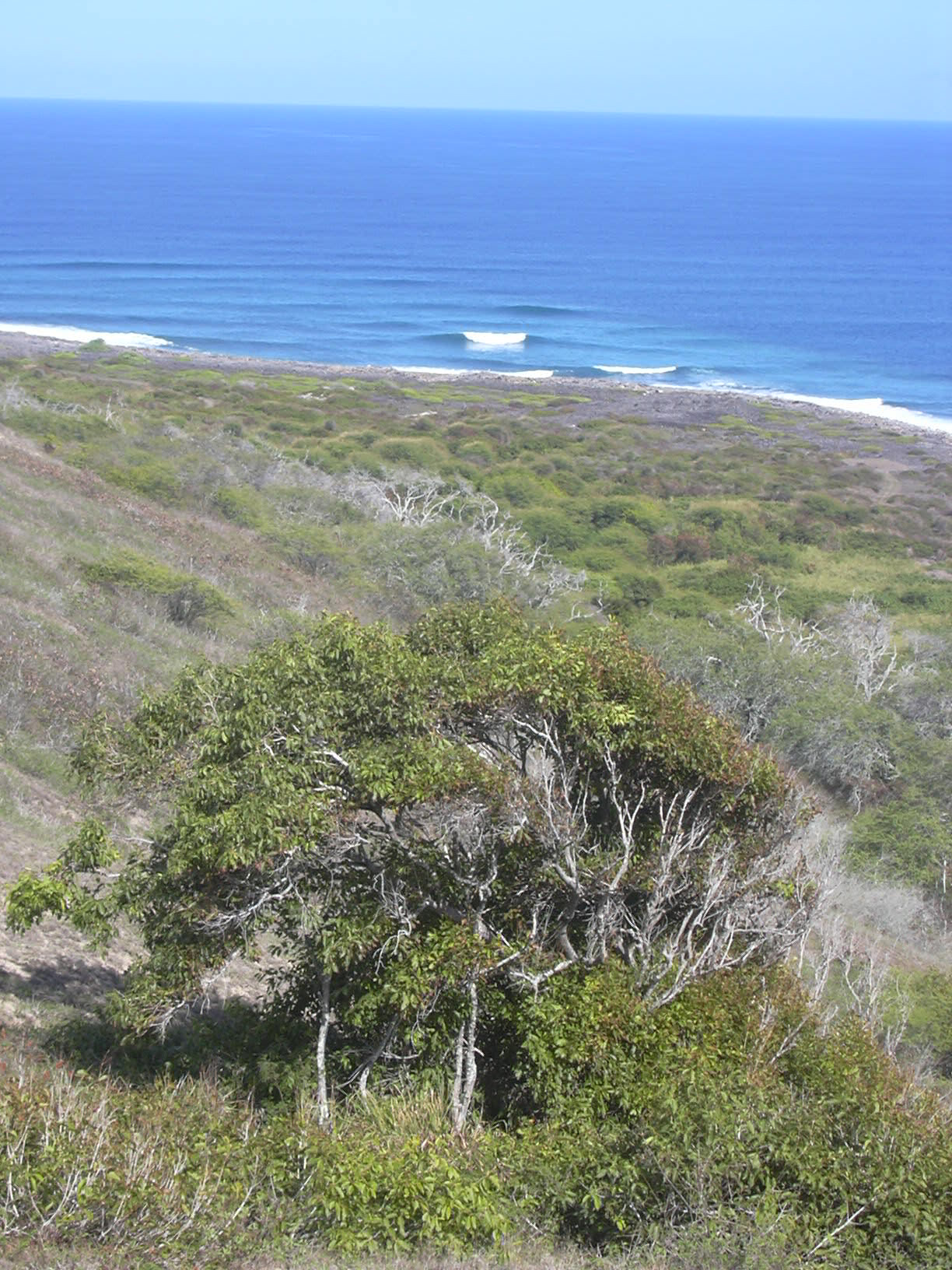
Jamelão em Maui, no Havaí, nos Estados Unidos
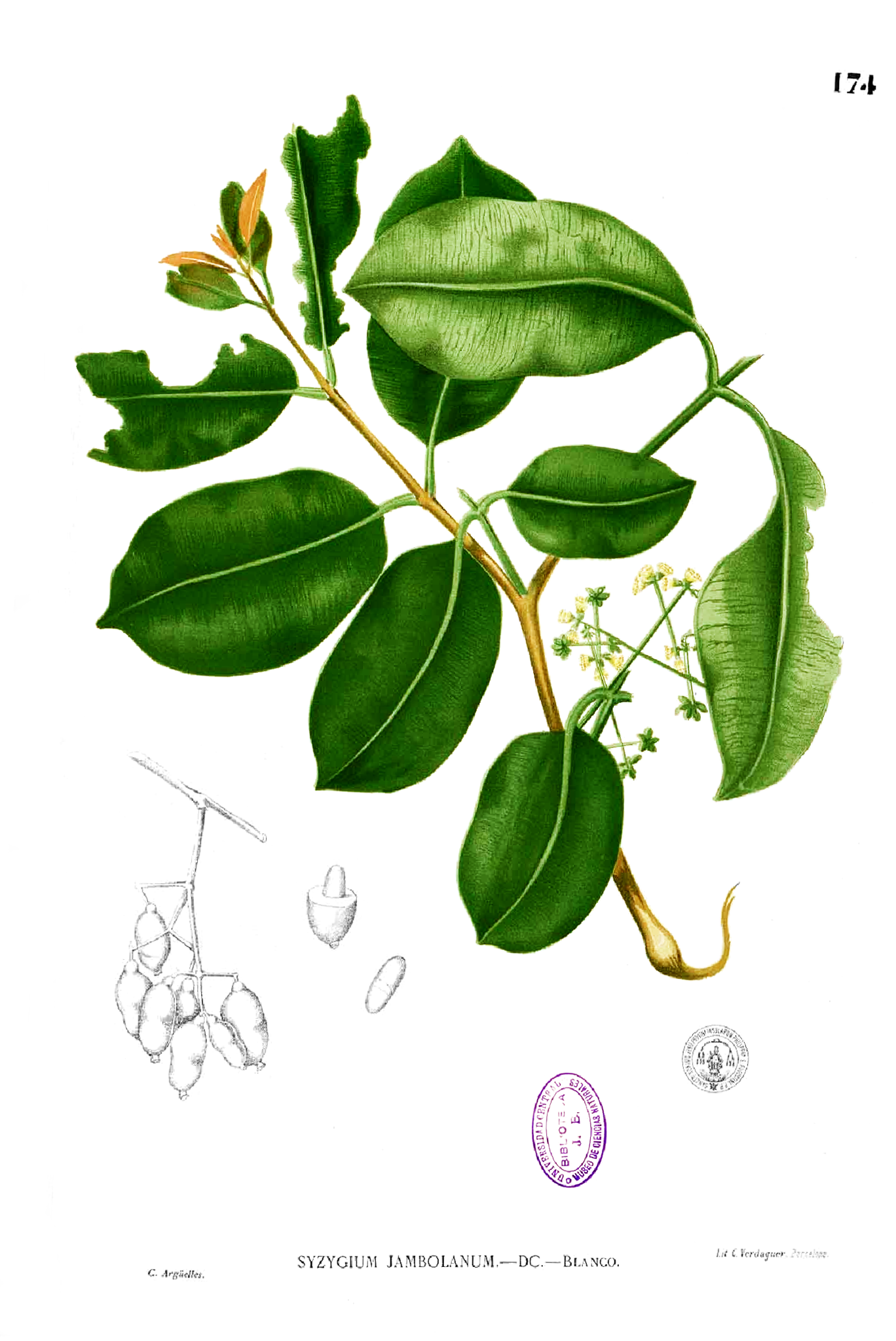
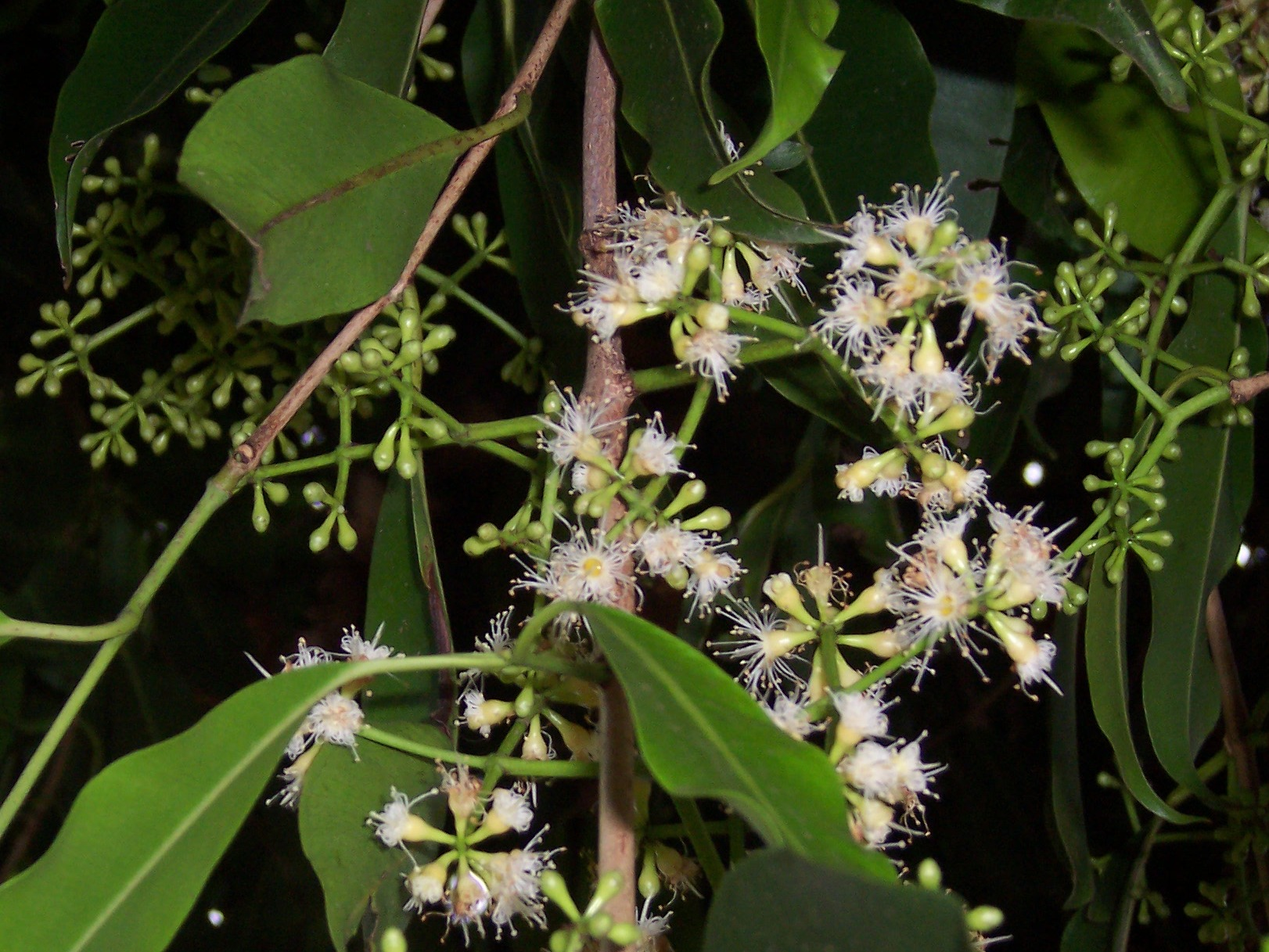
Jamelão na Ilha Reunião
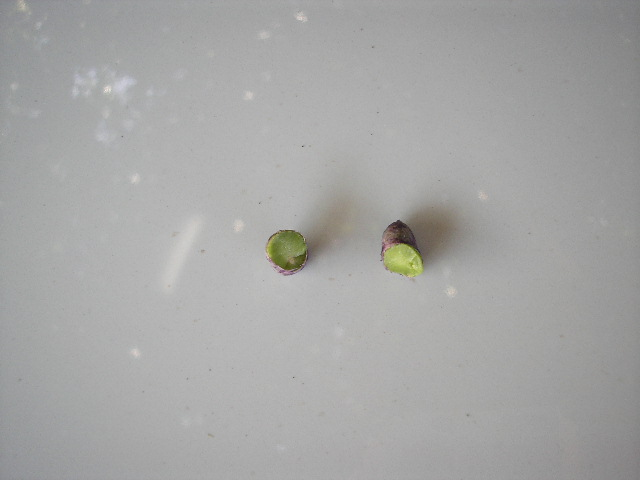
Semente partida de jamelão
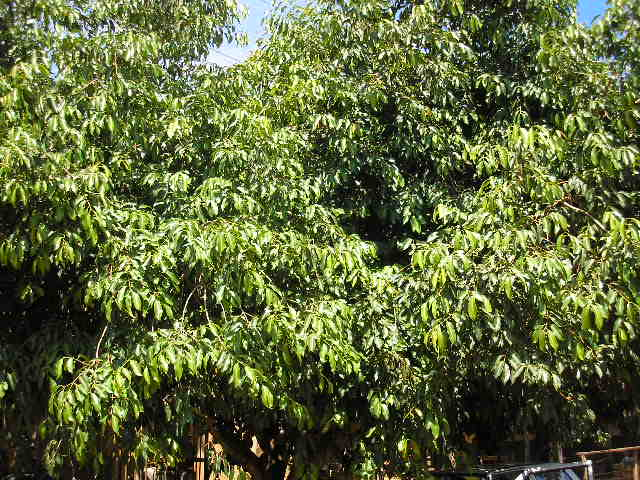
Árvore
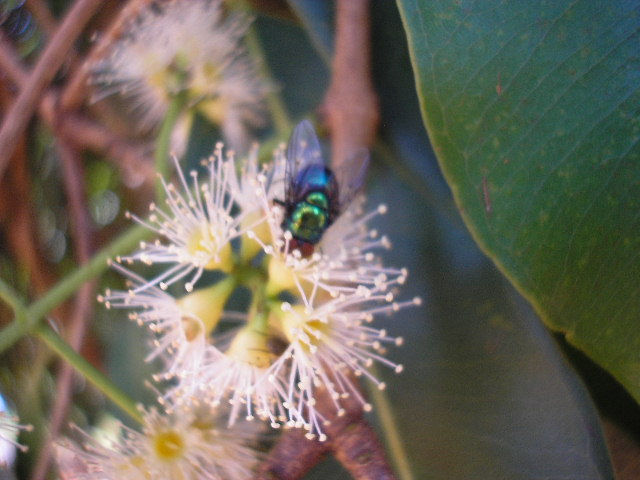
Flor
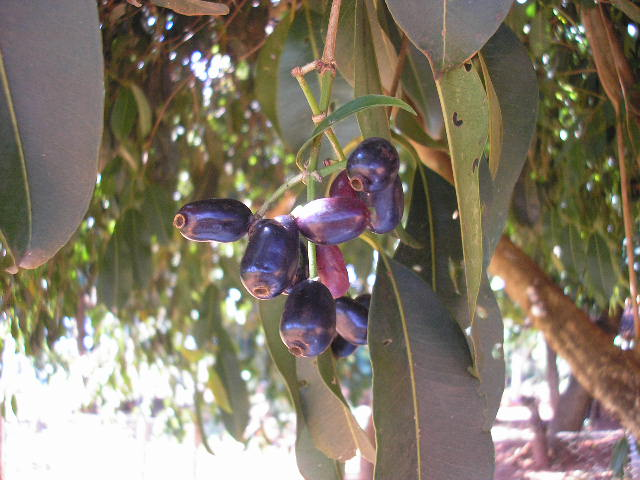
Frutos
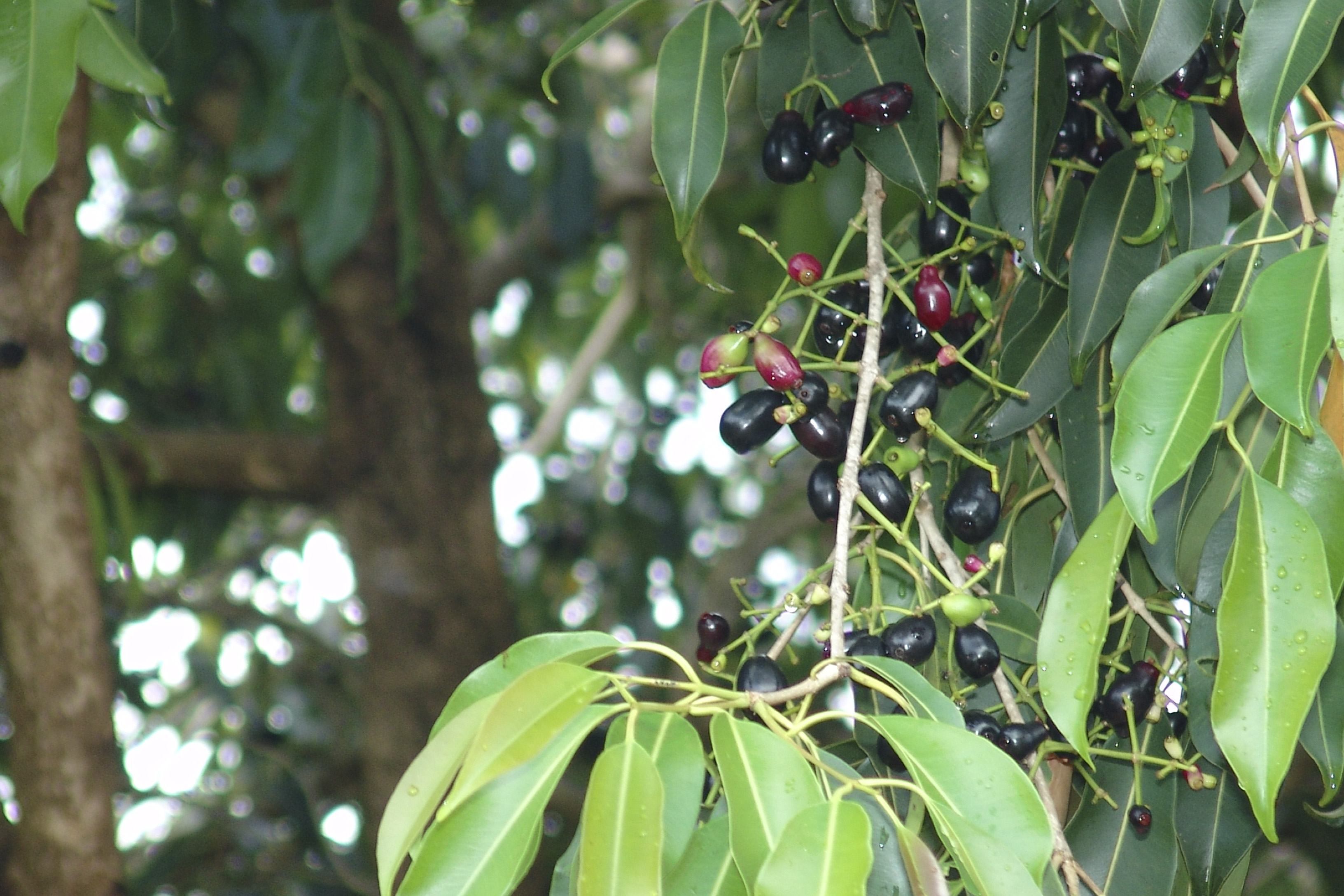
Jamelão em Avaré, em São Paulo, no Brasil
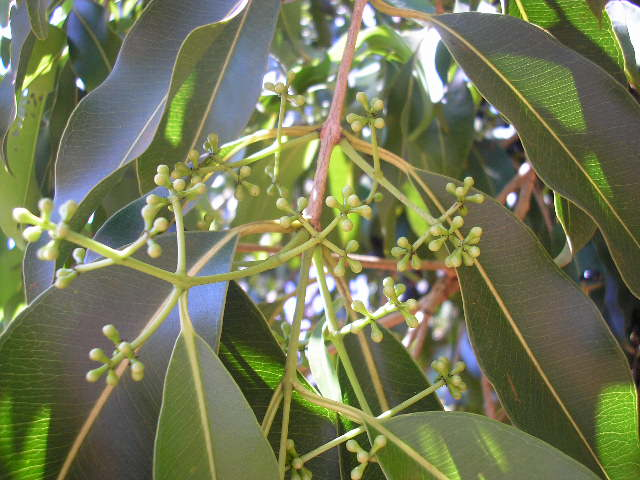
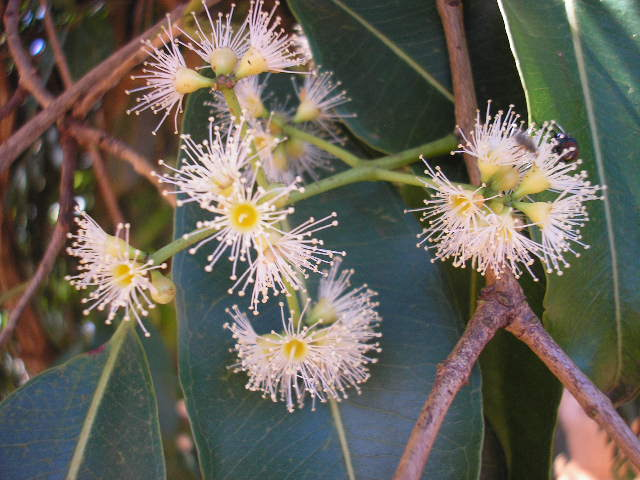
Flores
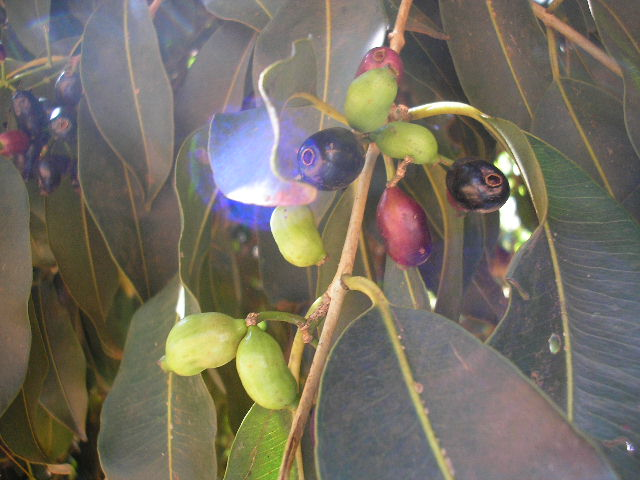
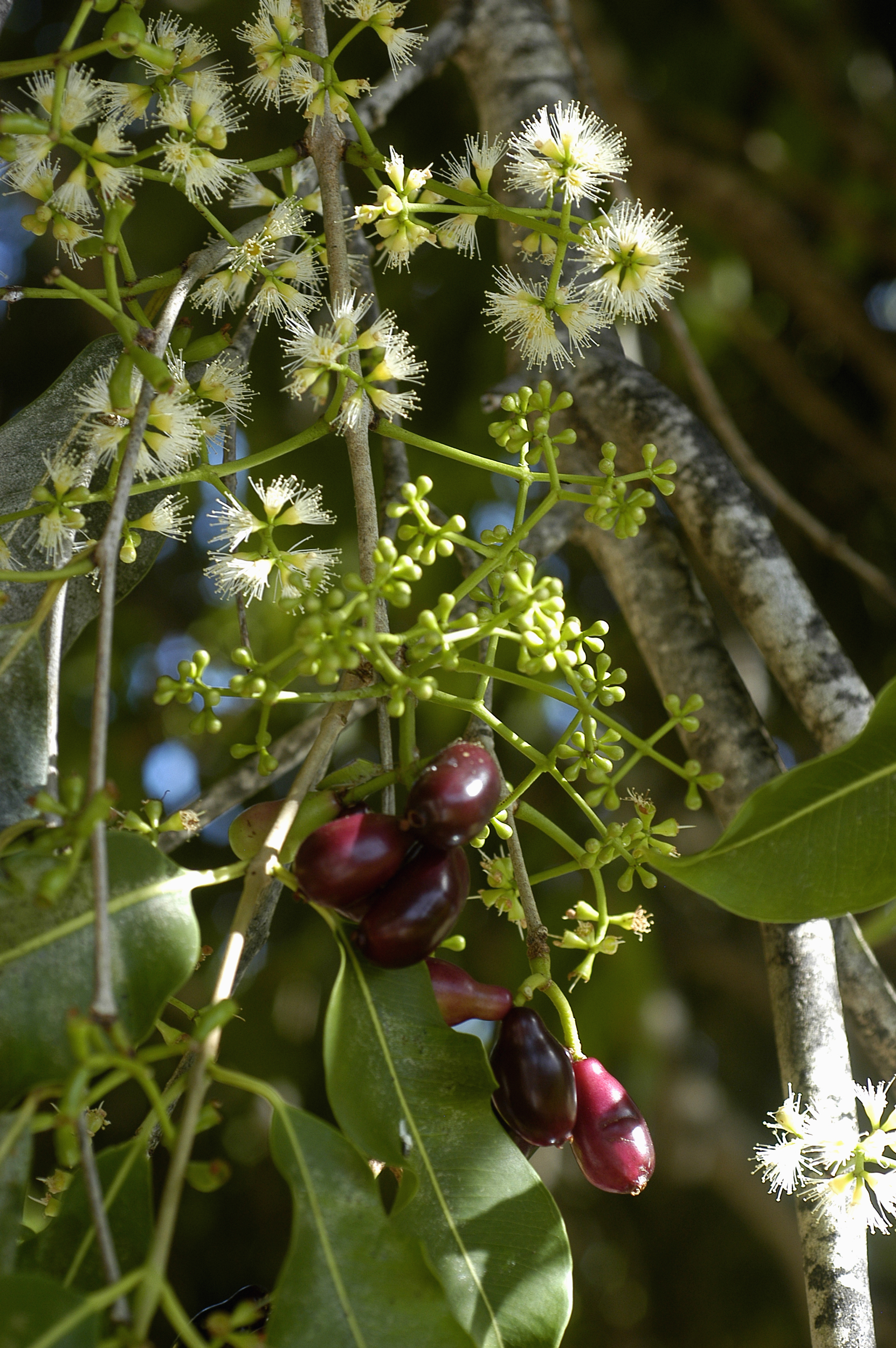
Flor e fruto